# حزب کارگر استرالیا
حزب کارگر استرالیا یا اِی‌اِل‌پی (به انگلیسی: (Australian Labor Party (ALP) بزرگ‌ترین حزب چپ‌گرای کشور استرالیاست. این حزب در سال ۱۸۹۱ تأسیس شده و قدیمی‌ترین حزب استرالیا نیز به حساب می‌آید. از سال ۱۹۹۶ تا اواخر سال ۲۰۰۷ میلادی و به هنگامی که حزب لیبرال استرالیا حکومت را در دست داشت، حزب کارگر به عنوان اپوزیسیون در برابر دولت، فعالیت داشت و دارای دولت سایه بود. رهبر این حزب از سال ۲۰۱۹ آنتونی آلبانیزی است. حزب کارگر در انتخابات ۲۰۲۲ مجدداً اکثریت را به دست آورد. ALP یک حزب فدرال است که در هر ایالت و قلمرو شاخه‌های سیاسی دارد. آنها در حال حاضر در ویکتوریا، کوئینزلند، استرالیای غربی، استرالیای جنوبی، قلمرو پایتختی استرالیا و قلمرو شمالی در دولت هستند. حزب کارگر قدیمی‌ترین حزب سیاسی استرالیا است.

## پیوندها
- حزب کارگر استرالیا ویکی‌پدیای انگلیسی
- وبگاه رسمی حزب کارگر استرالیا